# USS Boxer (LHD-4)
USS Boxer (LHD-4) je vrtulníková výsadková loď Námořnictva Spojených států amerických, která je ve službě od roku 1995. Jedná se o jednu z osmi jednotek třídy Wasp.

## Stavba lodi a služba
Loď Boxer byla postaven v loděnici Ingalls Shipbuilding v Pascagoule ve státě Mississippi, slavnostně spuštěna na vodu byla 13. srpna 1993 a uveden do služby Boxer byla 11. února 1995. Okamžitě se vydala do San Diega v Kalifornii přes Panamský průplav.

### 90. léta 20. st.
Po menších opravách a prověrce systému byla USS Boxer od 24. března 1997 do 24. září 1997 nasazen v západním Pacifiku spolu s USS Ogden (LPD-5) a USS Fort Fisher (LSD-40) a navštívila mnoho zahraničních přístavů. Následujícího roku se Boxer zúčastnila také námořního cvičení RIMPAC a 5. prosince 1998 byla opět nasazena v západním Pacifiku.

### 0. léta 21. st.

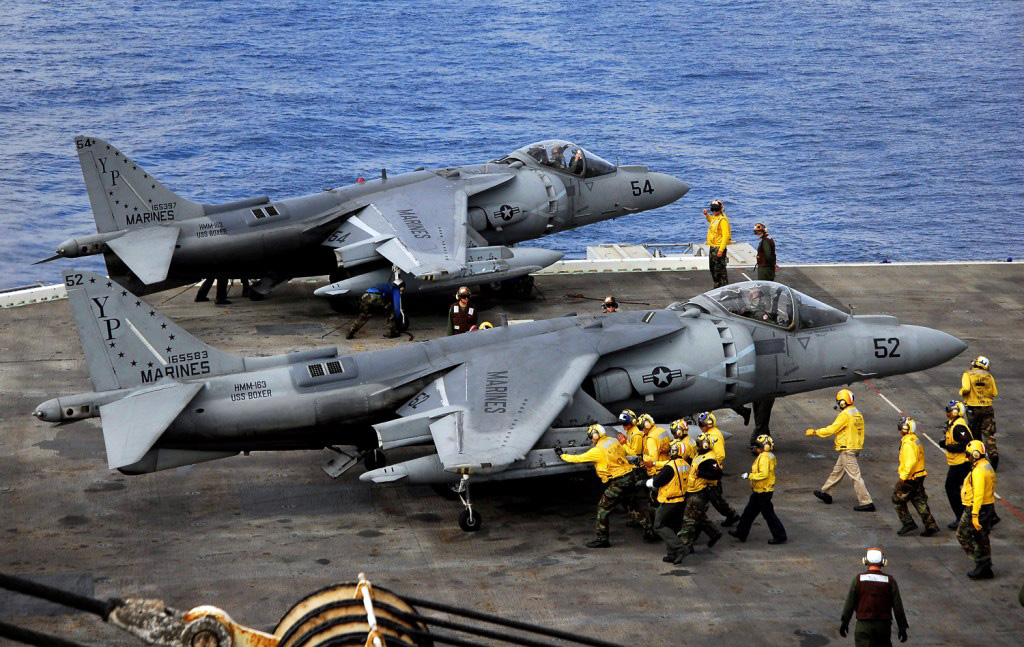
Dva bitevní letouny AV-8B na letové dráze lodi Boxer

Dne 14. března 2001 byla Boxer znovu nasazen do západního Pacifiku, Perského zálivu a Rudého moře na podporu operace Southern Watch. Navštívila Singapur, Thajsko, Guam, Jebel Ali, Bahrajn a Jordánsko a do Spojených států se vrátila 14. září 2001, jen několik dní po útocích z 11. září 2001.
V roce 2003 byla USS Boxer v důsledku blížící se války a potřeby vojáků v Iráku opět nasazena, tentokrát o šest měsíců dříve, než bylo plánováno. Jednalo se o šestiměsíční nasazení na přímou podporu operace Irácká svoboda. Spolu s dalšími šesti loděmi vyrazila ze San Diega 17. ledna 2003: USS Bonhomme Richard (LHD-6), USS Anchorage (LSD-36), USS Cleveland (LPD-7), USS Comstock (LSD-45), USS Dubuque (LPD-8) a USS Pearl Harbor (LSD-52).
Do Spojených států se vrátila 26. července 2003. V roce 2003 také získala cenu Marjorie Sterrett Battleship Fund Award pro Pacifickou flotilu.
V rámci dalšího brzkého nasazení vyplula USS Boxer 14. ledna 2004 sama ze San Diega, aby podpořila probíhající úsilí o obnovu Iráku, nazvané Operace Irácká svoboda II. Na kuvajtskou námořní základnu v severní části Perského zálivu dopravila vybavení a zásoby pro pokračující podporu poválečné obnovy Iráku. Domů se vrátila 29. dubna 2004.
Od 20. dubna 2008 do 26. června 2008 plnila loď Boxer humanitární misi ve Střední a Jižní Americe.

### Protipirátská úderná skupina
USS Boxer (LHD-4) je určena jako vlajková loď 151. úderné skupiny, mezinárodní jednotky pro boj proti pirátům, která pronásleduje piráty u pobřeží Somálska.
Dne 10. dubna 2009 byla Boxer na cestě, aby pomohla USS Bainbridge (DDG-96) a USS Halyburton (FFG-40) při vyjednávání o propuštění Richarda Phillipse, kapitána kontejnerové lodi MV Maersk Alabama plující pod americkou vlajkou, který byl držen jako rukojmí somálskými piráty 480 km od Afrického rohu. Dne 12. dubna 2009 byl kapitán Phillips osvobozen během útoku amerického námořnictva, při kterém byli tři somálští piráti zabiti a jeden zajat. Kapitán Phillips byl převezen na USS Boxeru k lékařskému vyšetření.
Kolem 1. května 2009 pomohla Boxer asi 200 příslušníkům německé jednotky speciálních sil GSG-9 dostat se do blízkosti unesené německé kontejnerové lodi MV Hansa Stavanger. Během poslední fáze operaci zrušil James L. Jones, poradce pro národní bezpečnost USA, který se obával o bezpečnost 25 námořníků na palubě plavidla. To vedlo k rozhodnutí německého ministerstva obrany a německého ministerstva vnitra prozatím přerušit plánovaný útok na nákladní loď a jednotka GSG-9, která je pod velením německého ministra vnitra, se vrátila na svou operační základnu na letiště Mombasa v Keni.
Loď se vrátila do San Diega 1. srpna 2009. Během plavby Pacifikem se 69 námořníků a mariňáků na palubě lodi nakazilo prasečí chřipkou, což si vynutilo zrušení plánované plavby z Havaje na setkání s lodí pro několik stovek příbuzných a přátel.

### 10. léta 21. st.

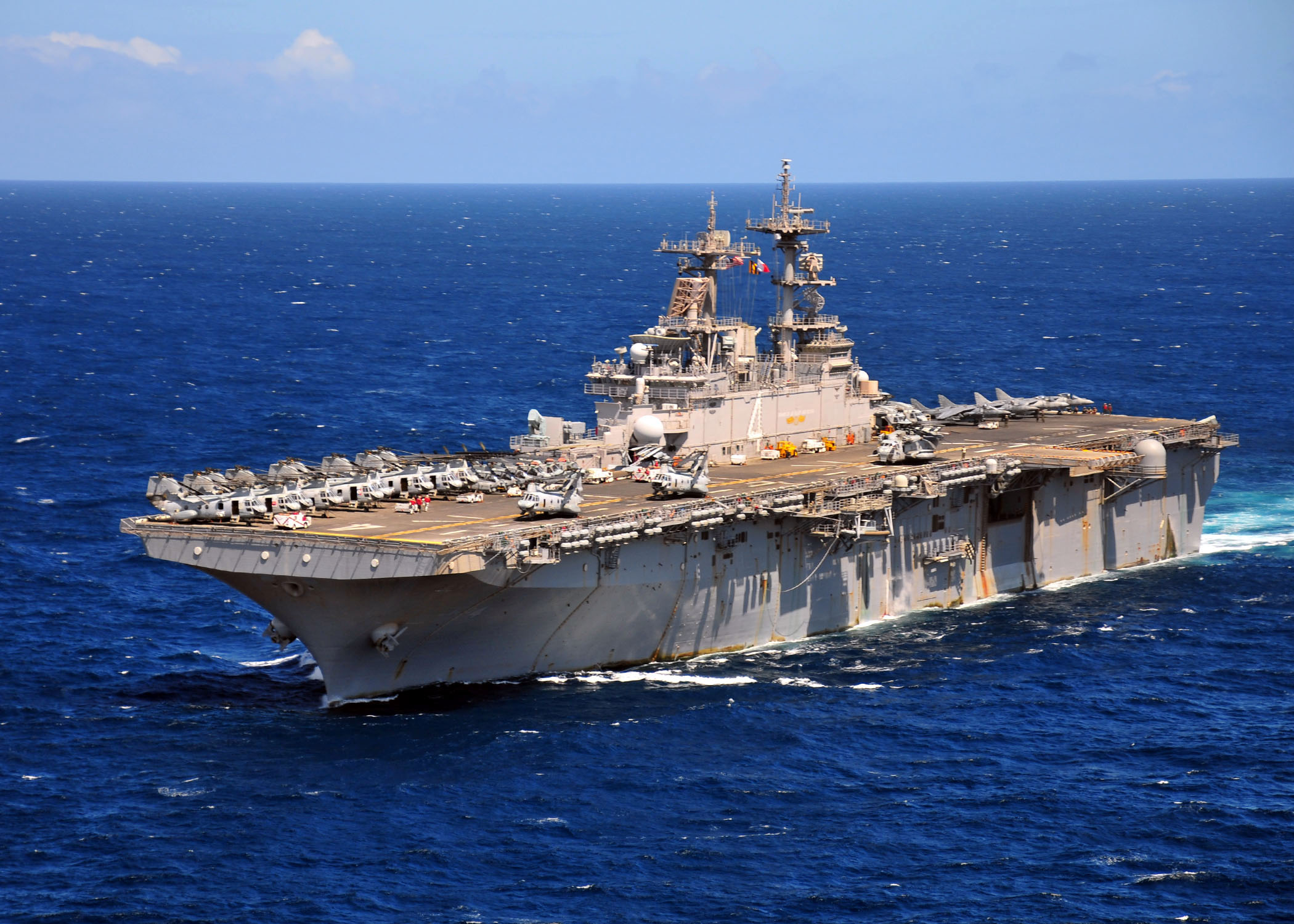
USS Boxer v Indickém oceánu v roce 2011

Loď s 13. expediční jednotkou námořní pěchoty vyplula ze San Diega 22. února 2011 na sedmiměsíční misi v Tichém a Indickém oceánu. Loď na misi doprovázely lodě USS Green Bay (LPD-20) a USS Comstock (LSD-45).
Dne 6. května 2016 bylo oznámeno, že USA rozmístily loď USS Boxer s podporou torpédoborců USS Gravely (DDG-107) a USS Gonzalez (DDG-66) u pobřeží Jemenu s 2 000 až 4 500 příslušníky americké námořní pěchoty, aby poskytly podporu koaličním silám v Jemenu bojujícím proti ozbrojencům Al-Káida. Dne 16. června 2016 se loď Boxer s podporou obojživelných válečných lodí USS New Orleans (LPD-18) a USS Harpers Ferry (LSD-49) zúčastnila operace Inherent Resolve; letouny AV-8B Harrier zahájily nálety proti ISIL v Iráku a Sýrii, čímž se stalo poprvé, kdy americké námořnictvo během operace použilo palubní letouny ze Středozemního moře i z Perského zálivu současně (letouny z letadlové lodi USS Harry S. Truman (CVN-75) zahájily nálety na cíle ISIL ze Středozemního moře 3. června).
Dne 18. července 2019 prezident Donald Trump prohlásil, že loď sestřelila a zničila íránský dron nad Hormuzským průlivem. Podle prezidentova prohlášení byl dron sestřelen poté, co "ignoroval několik výzev k zastavení činnosti". Íránští představitelé Trumpovo prohlášení o sestřelení íránského dronu odmítli a Íránské revoluční gardy zveřejnili video a prohlásili, že 18. července ráno sledovali loď a některá další americká vojenská plavidla včetně USS Harpers Ferry (LSD-49), USS John P. Murtha (LPD-26), USS Bainbridge (DDG-96) a USS McFaul (DDG-74) pomocí dronu.
Dne 15. března 2020 bylo oznámeno, že námořník na palubě byl dva dny předtím pravděpodobně pozitivně testován na SARS-CoV-2, virus, který byl jádrem pandemie covidu-19, což znamenalo první případ výskytu koronaviru na palubě americké válečné lodi. Námořník byl následně umístěn do domácí karantény. 17. března 2020 byl pozitivně testován druhý námořník, který byl rovněž umístěn do domácí karantény.

### Modernizace lodi
Dne 7. dubna 2020 bylo oznámeno, že společnost BAE systems získala od amerického námořnictva zakázku na rozsáhlou modernizaci a údržbu lodi USS Boxer, přičemž práce mají být zahájeny v červnu 2020 a dokončeny přibližně za 18 měsíců v prosinci 2021. V rámci těchto prací bude USS Boxer modernizován tak, aby mohl operovat s víceúčelovými bojovými letouny F-35 s technologií stealth. Od 21. července 2023 brání pokračující problémy s údržbou lodi v návratu na moře.

## Výzbroj

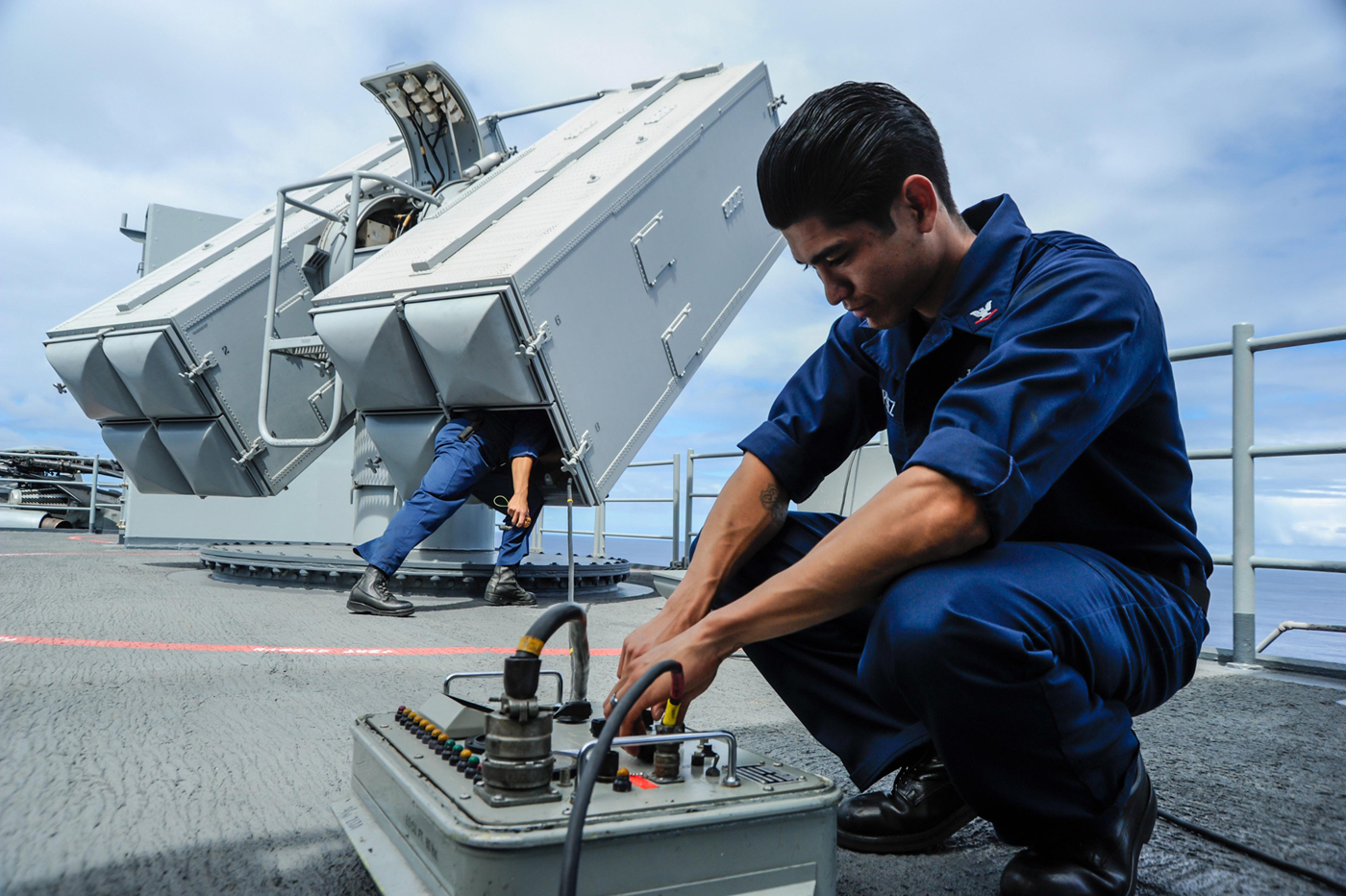
Odpalovač Mk 29 nainstalovaný na lodi USS Boxer

Boxer je vybavena dvěma raketovými systémy blízké obrany RIM-116 Rolling Airframe Missile a dvěma raketomety Mk 29 pro protiletadlové řízené střely moře-vzduch RIM-7 Sea Sparrow. Dále je loď vyzbrojena třemi 20mm hlavňovými systémy blízké obrany Phalanx, čtyřmi 25mm automatickými kanóny Mk 38 Mod 0 a čtyřmi 12,7mm těžkými kulomety M2 Browning.

## Letadla a vrtulníky
Boxer běžně nese šest bitevních letounů McDonnell Douglas AV-8B Harrier II nebo šest víceúčelových stíhacích letounů Lockheed Martin F-35 Lightning II s technologií stealth, dále nese dvanáct transportních konvertoplánů Bell Boeing V-22 Osprey a přibližně dvanáct bitevních vrtulníků Bell AH-1Z Viper, Bell UH-1Y Venom a námořních vrtulníků Sikorsky SH-60 Seahawk.